# Krucifix (Hodonín)
Pozdně barokní pískovcový krucifix, někdy nazývaný též Kněžnin kříž, se od roku 1776 nachází u křižovatky lesních komunikací spojujících obce Nasavrky a Kameničky v okrese Chrudim. Krucifix je od 10. listopadu 2004 chráněn jako nemovitá kulturní památka ČR.

## Historie
Krucifix byl v roce 1776 postaven na křižovatce lesních cest na místě, kde podle pověsti zraněný kanec napadl na vyjíždce kněžnu Vilemínu, manželku knížete Jana Adama Auersperga, majitele panství Nasavrky.

## Popis
Pískovcový krucifix stojí uprostřed dřevěné mřížové ohrady u křižovatky lesních cest.
Na pískovcovém základě stojí nízký, hranolový, nahoře profilováním okosený podstavec.
Na podstavci stojí užší pilíř s volutovými boky zakončený nahoře profilovanou, ve středu vzhůru obloukovitě vzepjatou římsou. Čelní stranu pilíře zdobí kartuše s vročením 1776.
Na římse stojí na profilovaném podstavci ozdobeném reliéfem mušle pískovcový kříž s rameny trojitě zakončenými. Na kříži je vytesán drobný reliéf ukřižovaného Krista s nápisem INRI nad hlavou.

## Galerie

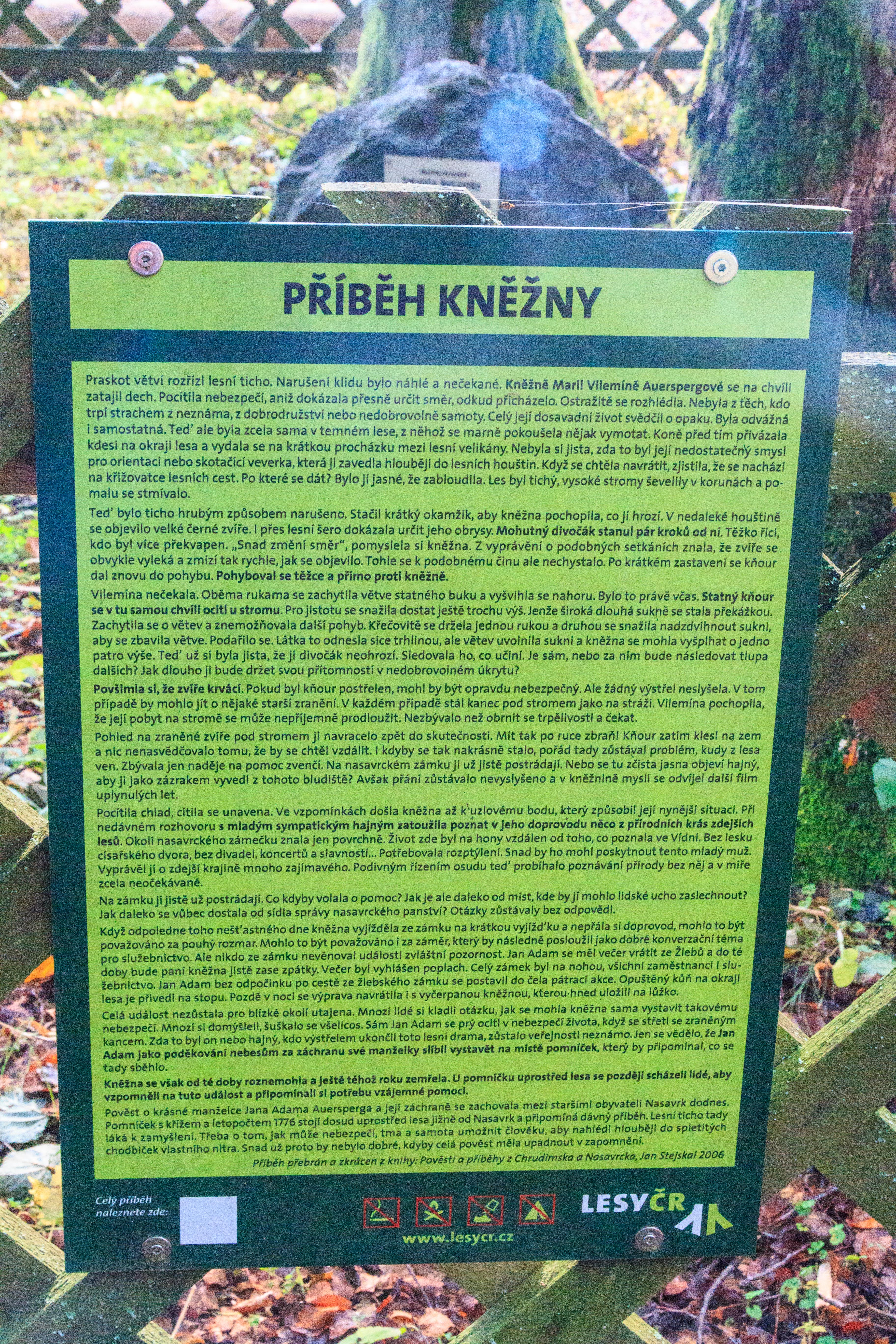
informační tabule u kříže